# Fabriekssysteem

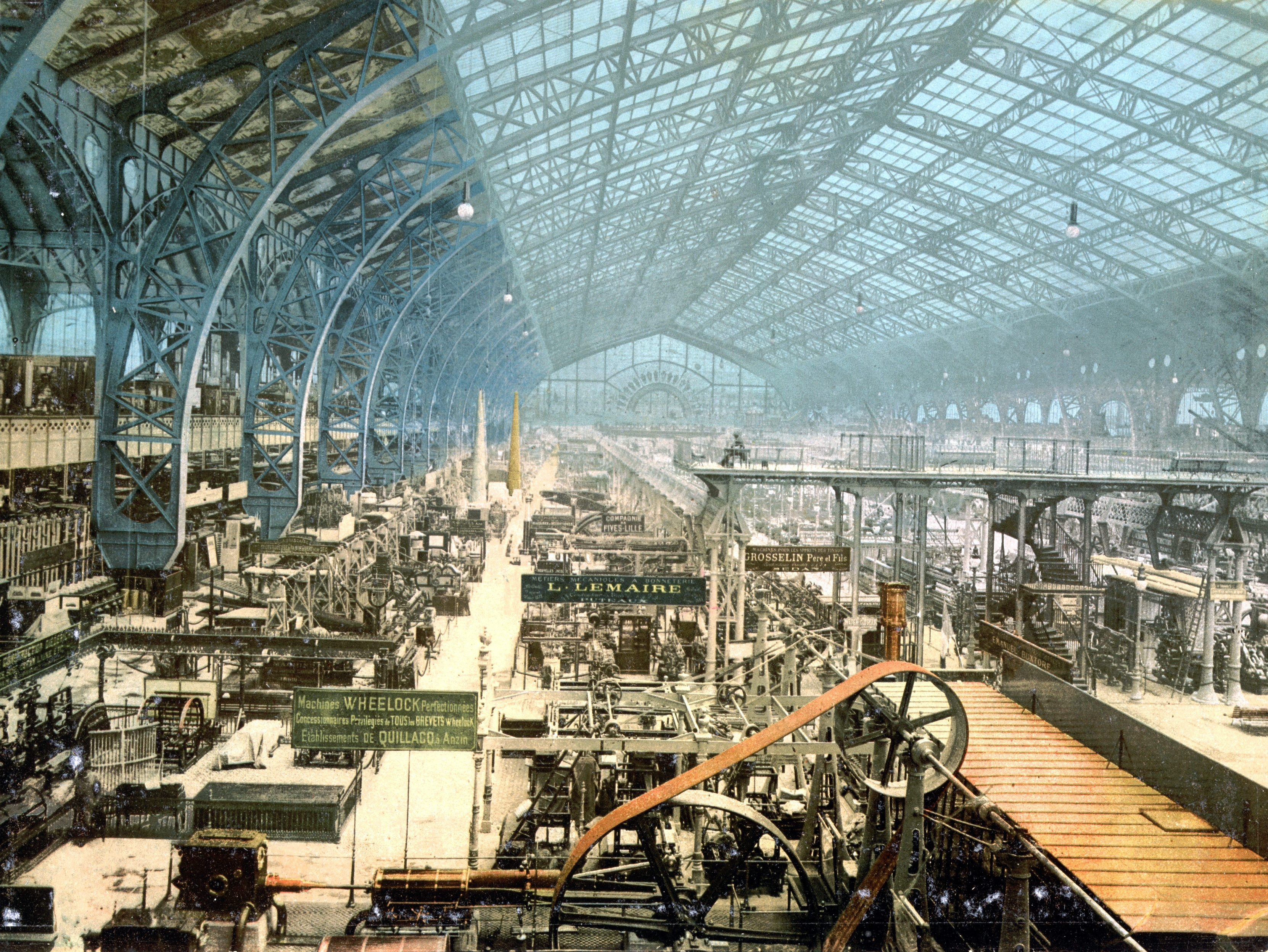
Machinehal in Parijs tijdens de Wereldtentoonstelling van 1889.

Het fabriekssysteem is een manier van productieorganisatie waarbij loonarbeiders bijeen worden gebracht rond speciale machines in één ruimte, de fabriek. Het productieproces wordt gekenmerkt door mechanisering en arbeidsdeling.
Tot de industriële revolutie was er vooral sprake van huis- en plattelandsnijverheid op relatief kleine schaal met een geringe arbeidsdeling. Met de industrialisatie en de komst van kapitaalintensieve machines veranderde dit. Doordat de productiemiddelen buiten het bereik van de arbeiders lagen, veranderden ook de arbeidsverhoudingen. De arbeid werd uitgevoerd als loonarbeid en de arbeiders verloren hun zelfstandigheid. Waar zij eerst hun eigen werktempo konden bepalen, waren zij nu gebonden aan de werktijden van de fabriek, wat andere eisen stelde aan het arbeidsethos. Ook werden wonen en werken nu volledig gescheiden. De werkomgeving en het arbeidsritme veranderden dan ook drastisch met de introductie van het fabriekssysteem. Het systeem had ook grote invloed op administratieve taken doordat kantoorarbeid op een vergelijkbare wijze werd georganiseerd.

## Weerstand

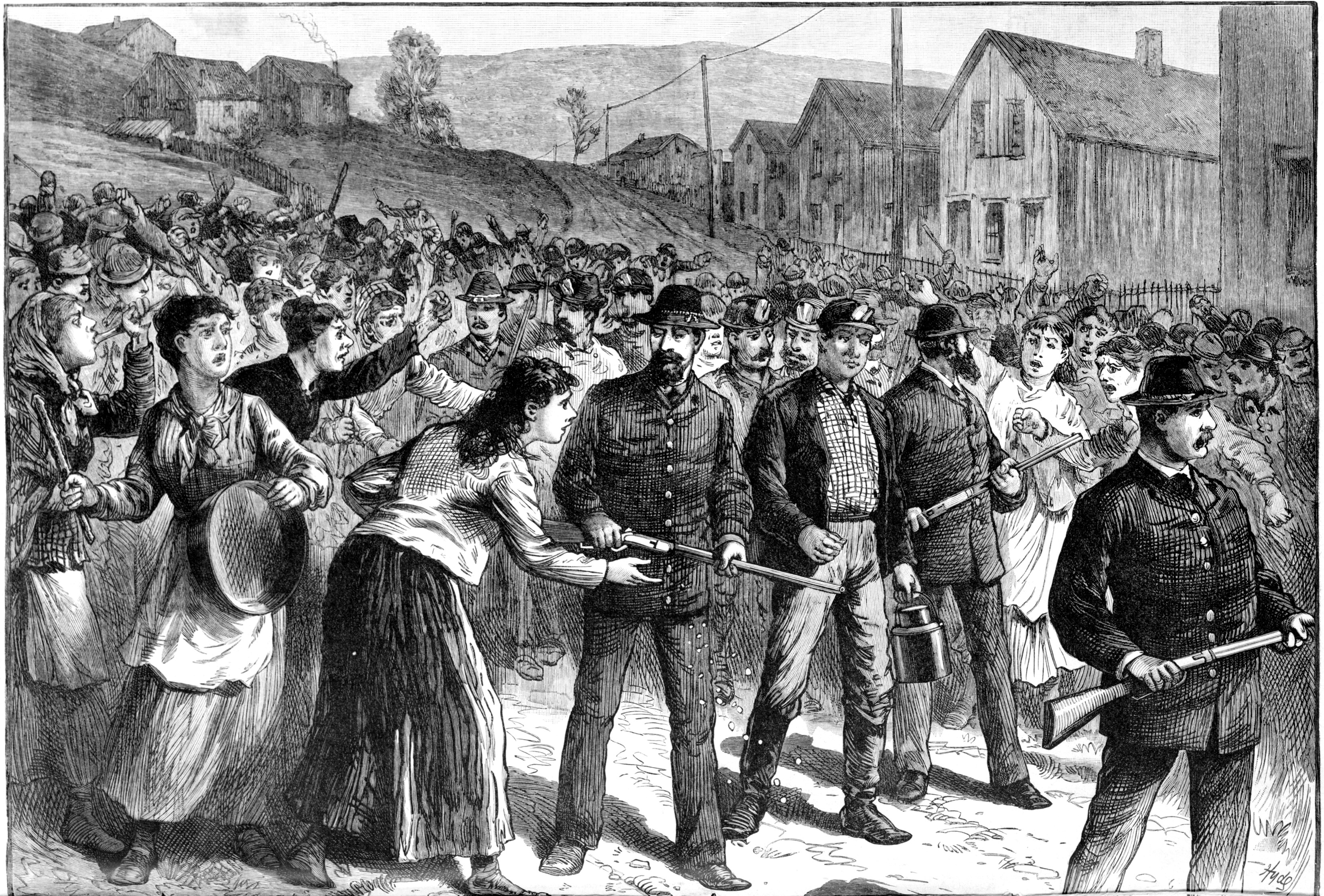
Pinkerton-bewakers begeleiden stakingsbrekers in Buchtel, Ohio, 1884
In de Verenigde Staten werd bijzonder hard opgetreden tegen de vakbeweging.

Aanvankelijk was er sprake van deregulering van die arbeidsmarkt om vrije concurrentie en arbeidsmobiliteit te bevorderen. De beschermende regels van de gilden verdwenen en arbeiders werd met coalitieverboden verboden zich te verenigen in belangenorganisaties. Met het fabriekssysteem veranderden ook de arbeidsomstandigheden. De arbeid werd niet meer thuis maar in de fabriek uitgevoerd op tijden die werden vastgesteld door de werkgever. Dat vergde een andere arbeidsethos waarbij de socioloog Max Weber een verband legde met de protestantse ethiek. Arbeid was daarin een doel werd op zichzelf, waarmee de weg werd bereid voor het kapitalisme.

### Vervreemding
Door het fabriekssysteem met zijn verregaande arbeidsdeling veranderde ook de aard van het werk. Het werk in fabrieken vereiste weinig kennis en vaardigheden, zodat arbeiders inwisselbaar werden. De vakarbeider die een product in zijn geheel fabriceerde, werd vervangen door geoefende arbeiders die deeltaken uitvoerden. Marx stelde dan ook in zijn Parijse manuscripten dat loonarbeid en particuliere eigendom noodzakelijk leiden tot vier vormen van vervreemding bij de arbeider:
- vervreemding van zijn product, dat hem door de kapitaalbezitter wordt afgenomen;
- vervreemding van zijn arbeid, die niet hemzelf toebehoort omdat hij deze verkocht heeft. Hij heeft geen inspraak in het productieproces, en lijdt onder het monotone fabriekswerk;
- vervreemding van zijn mens-zijn, zijn soortelijk bestaan (Gattungswesen), omdat de arbeid, de beheersing over de natuur die mensen kenmerkt, tot slechts een middel van bestaan gereduceerd wordt;
- vervreemding van zijn medemens; de concurrentie zet mensen als vijanden tegenover elkaar.

De homo faber of werkende mens wordt animal laborans, het arbeidende dier, een concept dat Arendt uitwerkte. Bij gebrek aan binding met de arbeid bood consumptie een alternatief als motivatie.

## Regulering
De liberalen dachten aanvankelijk dat de markt zichzelf kon reguleren en lieten de ondernemers dan ook grote vrijheid. Er bestond in een aantal landen zelfs een coalitieverbod waarbij het de arbeiders verboden werd zich te organiseren. Uiteindelijk bleek echter dat de werkgevers een veel sterkere partij waren, wat resulteerde in zeer slechte arbeidsomstandigheden. Tegen het vooruitgangsgeloof in daalde de levensverwachting zelfs. De problematiek van de sociale veranderingen werd uitgewerkt door Marx in Das Kapital waarin hij het einde van kapitalisme voorzag waarna er een maatschappij van gelijkheid zou zijn, het communisme.
Gaandeweg groeide de invloed van de overheid. Na de opheffing van de coalitieverboden verenigden werknemers zich in vakbonden.
Na enige generaties kwam er verbetering in de sociale kwestie. Enerzijds kwam dit door de vakbonden die kortere werktijden, hogere salarissen en betere werkomstandigheden afdwongen, anderzijds door de overheid die onder meer een einde maakte aan kinderarbeid.

## Rationalisatie
Met de verspreiding van het fabriekssysteem en daarmee de loonarbeid veranderde het arbeidsbestel ingrijpend met een veel belangrijkere rol voor de arbeidsmarkt. Het betekende ook een grote omslag in de arbeidsorganisatie. Om het arbeidsproces te stroomlijnen ging men over tot wat men zelf noemde rationalisatie. Een belangrijke rol hierin speelde Frederick Taylor met zijn wetenschappelijke bedrijfsvoering. Met behulp van arbeidsanalyse moest het proces geoptimaliseerd worden. De rol van de vakarbeider verdween daarmee om te worden overgenomen door de gedisciplineerde geoefende arbeider die geïnstrueerd werd door een nieuwe laag van managers.

### Fordisme
Henry Ford voerde dit nog verder door met wat later fordisme werd genoemd. Met zijn lopende band kon hij het werktempo dwingend bepalen. De rationalisering van het productieproces bleek een succes en steeg van 19.000 in 1908 tot 308.000 in 1914. De behoeftes van de mens werden hierbij echter niet meegenomen. De arbeidskwaliteit was gering, onder andere door de autonomiedestructie; de arbeider kreeg van bovenaf opgedragen hoe hij welke werkzaamheden uit moest voeren. De beoogde rationaliteit was daarmee niet volledig, wat bleek uit het enorme personeelsverloop dat in 1914 op 400% lag. Met een grote loonsverhoging wist hij daarna werknemers aan zich te binden. Waar bij Taylor de binding tussen werkgever en -nemer minimaal was, investeerde Ford onder meer in opleidingen. Ook zag hij dat een verbetering van de koopkracht ten goede kwam aan de ondernemers. Massaproductie maakte daarmee massaconsumptie mogelijk.

## Arbeidsorganisatie
Met het afsluiten van een arbeidscontract kreeg de werkgever de beschikking over het arbeidsvermogen van de werknemer. Om te zorgen dat deze ook werkelijk werd omgezet in de gewenste arbeidsprestaties, moest de werkgever gaan specificeren, disciplineren en evalueren. De nieuwe arbeidsrelatie vergde dus een nieuwe vorm van arbeidsorganisatie. In de traditionele agrarische economie werd arbeid niet zozeer door de tijd bepaald, maar vooral door de taak. Intensieve arbeid werd afgewisseld met lange periodes van relatieve rust. De arbeidsprestatie lag relatief laag, waarschijnlijk deels door matige voeding. Ook lag de nadruk op subsistentiearbeid, werk om te voorzien in het levensonderhoud en niet op de consumptie van anderen. Het fabriekssysteem vereiste een grotere inzet met een grotere regelmaat. De gemeten arbeidsdag werd ingevoerd waarmee het arbeidsjaar toe konden nemen van ongeveer 2000 uur in 1600 tot zo'n 3680 uur in 1850.

## Sociale veranderingen

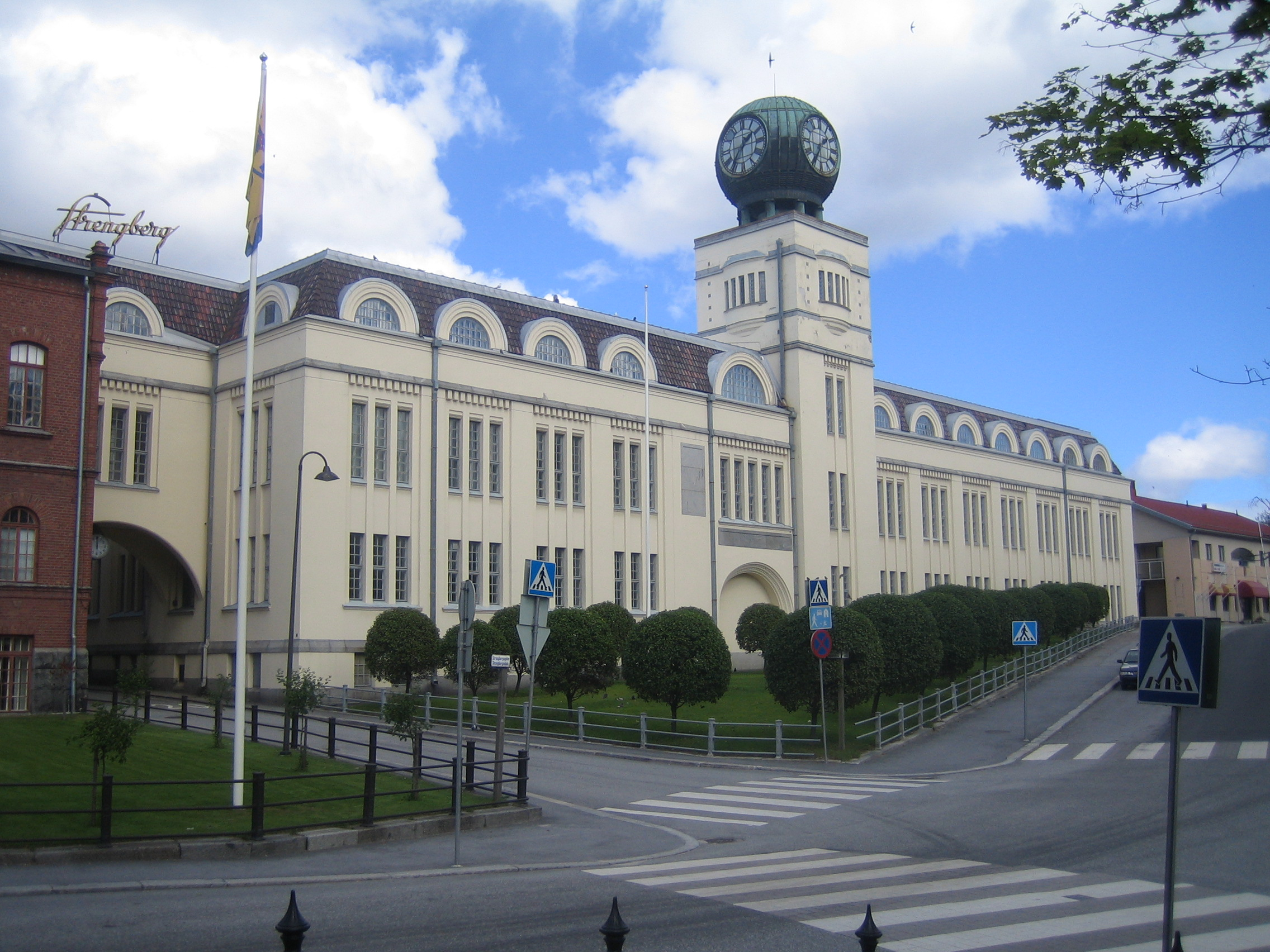
De oude tabaksfabriek in Jakobstad met zijn klok. In het streven naar maximalisatie door de ondernemers begon tijd een steeds belangrijkere rol te spelen in het dagelijks leven.

Het dagelijks leven veranderde ingrijpend waar de industriële revolutie kwam met zijn fabriekssysteem. Met de komst van fabrieken verdween de nijverheid uit de dorpen. Veel dorpelingen trokken achter de arbeid aan richting de fabrieken waardoor verstedelijking sterk toenam. Door het aanvankelijk hoge geboortecijfer bleef de bevolking daar op peil, maar zodra de demografische transitie ten einde kwam, nam de leegloop van het platteland een aanvang.
Waar men eerder het ritme van de dagen en seizoenen volgde, was men nu gebonden aan de tijd om handelingen of diensten op elkaar af te stemmen. Het werk in fabrieken vereiste weinig kennis en vaardigheden, zodat arbeiders inwisselbaar werden. Naast mannen werden ook vrouwen en kinderen ingezet. Het werk kon daarnaast vuil en ongezond zijn, terwijl de levensverwachting daalde. Opstanden werden hard neergeslagen, waarop men regelmatig vluchtte in drank of geloof. Sociale veranderingen waren dan ook terug te zien in religieuze aanpassingen en vernieuwingen.
Met het verdwijnen van de kinderarbeid waren kinderen geen inkomstenbron meer. Daarmee nam de behoefte aan nageslacht af, terwijl de invoering van de leerplicht ook een grote verandering voor vrouwen betekende die daarmee meer mogelijkheden kregen. De omstandigheden zouden uiteindelijk dusdanig verbeteren dat men gezonder leefde dan voor de industrialisatie.
In Rusland verliepen de veranderingen op andere wijze. De overgang van horige tot arbeider bleek hier voor velen te groot en pogingen om de situatie op dit vlak te verbeteren, werden beantwoord met harde onderdrukking. Bij gebrek aan verbeteringen kwam het onder druk van nederlagen tegen Duitsland in de Eerste Wereldoorlog in 1917 tot de Russische Revolutie. Hoewel de omstandigheden in de Japanse fabrieken niet beter waren, bestond een meerderheid van de arbeiders hier uit jonge vrouwen, gewend aan dienstbaarheid, die na een bepaalde termijn terug wilden keren naar hun dorp om te trouwen. Ze leefden gescheiden van de mannelijke arbeiders en solidariteit kreeg weinig kans zich te ontwikkelen.

### Kostwinnersmodel
Met het verdwijnen van het huishouden als productie-eenheid veranderde ook de gezinsverhoudingen. In de burgerlijke samenleving ontstond het kostwinnersmodel met een grote nadruk op van nature gegeven vrouw-man-verschillen. De gehuwde vrouw moest zich volledig bezighouden met gezin en huishouden. Illich noemde dit schaduwarbeid en stelde dat loonarbeid slechts mogelijk is dankzij het bestaan hiervan. Aanvankelijk was er nog geen sprake van buitensluiting aangezien er nog een economische noodzaak was voor vrouwen en kinderen om te werken. Gaandeweg werden vrouwen echter steeds meer buitengesloten. Soms was dit impliciet, maar het kwam ook voor in expliciete vorm, zoals het arbeidsverbod dat in Nederland gold tot 1957 voor gehuwde vrouwen in overheidsdienst. Hoewel de arbeidsparticipatie en het opleidingsniveau van vrouwen tegenwoordig sterk is gestegen, hebben zij op de arbeidsmarkt nog steeds een achterstand.